# Lista odcinków serialu M*A*S*H
Lista odcinków serialu M*A*S*H.

## Sezony
| Sezon | Odcinki      | Premiera sezonu      | Finał sezonu     |
| ----- | ------------ | -------------------- | ---------------- |
| 1     | 1–24 (24)    | 17 września 1972     | 25 marca 1973    |
| 2     | 25–48 (24)   | 15 września 1973     | 2 marca 1974     |
| 3     | 49–72 (24)   | 10 września 1974     | 18 marca 1975    |
| 4     | 73–97 (25)   | 12 września 1975     | 24 lutego 1976   |
| 5     | 98–122 (25)  | 21 września 1976     | 15 marca 1977    |
| 6     | 123–147 (25) | 20 września 1977     | 27 marca 1978    |
| 7     | 148–173 (26) | 18 września 1978     | 12 marca 1979    |
| 8     | 174–198 (25) | 17 września 1979     | 24 marca 1980    |
| 9     | 199–218 (20) | 17 listopada 1980    | 4 maja 1981      |
| 10    | 219–240 (22) | 26 października 1981 | 12 kwietnia 1982 |
| 11    | 241–256 (16) | 25 października 1982 | 28 lutego 1983   |

## Sezon 1
| #  | Tytuł                         | Tytuł polski                    | Reżyseria         | Scenariusz                                                          | Premiera             | Kod  |
| -- | ----------------------------- | ------------------------------- | ----------------- | ------------------------------------------------------------------- | -------------------- | ---- |
| 01 | M*A*S*H the Pilot             | Loteria                         | Gene Reynolds     | Larry Gelbart                                                       | 17 września 1972     | J301 |
| 02 | To Market, to Market          | Coś za coś                      | Michael O’Herlihy | Burt Styler                                                         | 24 września 1972     | J303 |
| 03 | Requiem for a Lightweight     | Requiem dla wagi lekkiej        | Hy Averback       | Robert Klane                                                        | 1 października 1972  | J308 |
| 04 | Chief Surgeon Who?            | Jaki tam naczelny chirurg       | E.W. Swackhamer   | Larry Gelbart                                                       | 8 października 1972  | J307 |
| 05 | The Moose                     | Łoś                             | Hy Averback       | Laurence Marks                                                      | 15 października 1972 | J305 |
| 06 | Yankee Doodle Doctor          | Jankeski lekarz                 | Lee Philips       | Laurence Marks                                                      | 22 października 1972 | J310 |
| 07 | Bananas, Crackers and Nuts    | Banany, krakersy i orzechy      | Bruce Bilson      | Burt Styler                                                         | 5 listopada 1972     | J311 |
| 08 | Cowboy                        | Kowboj                          | Don Weis          | Robert Klane                                                        | 12 listopada 1972    | J309 |
| 09 | Henry Please Come Home        | Henry, proszę wróć do domu      | William Wiard     | Laurence Marks                                                      | 19 listopada 1972    | J302 |
| 10 | I Hate a Mystery              | Nienawidzę tajemnic             | Hy Averback       | Hal Dresner                                                         | 26 listopada 1972    | J306 |
| 11 | Germ Warfare                  | Wojna z zarazkami               | Terry Becker      | Larry Gelbart                                                       | 10 grudnia 1972      | J304 |
| 12 | Dear Dad                      | Drogi Tato                      | Gene Reynolds     | Larry Gelbart                                                       | 17 grudnia 1972      | J313 |
| 13 | Edwina                        | Edwina                          | James Sheldon     | Hal Dresner                                                         | 24 grudnia 1972      | J312 |
| 14 | Love Story                    | Historia miłosna                | Earl Bellamy      | Laurence Marks                                                      | 7 stycznia 1973      | J314 |
| 15 | Tuttle                        | Kapitan Tuttle                  | William Wiard     | Bruce Shelley, David Ketchum                                        | 14 stycznia 1973     | J315 |
| 16 | The Ringbanger                | Pułkownik                       | Jackie Cooper     | Jerry Mayer                                                         | 21 stycznia 1973     | J316 |
| 17 | Sometimes You Hear the Bullet | Czasami słychać świst kul       | William Wiard     | Carl Kleinschmitt                                                   | 28 stycznia 1973     | J318 |
| 18 | Dear Dad...Again              | Drogi Tato...raz jeszcze        | Jackie Cooper     | Sheldon Keller, Larry Gelbart                                       | 4 lutego 1973        | J317 |
| 19 | The Longjohn Flap             | Wędrujące kalesony              | William Wiard     | Alan Alda                                                           | 17 lutego 1973       | J319 |
| 20 | The Army-Navy Game            | Mecz armii i marynarki wojennej | Gene Reynolds     | McLean Stevenson (historia), Sid Dorfman (scenariusz)               | 25 lutego 1973       | J322 |
| 21 | Sticky Wicket                 | Lepka furtka                    | Don Weis          | Richard Baer (historia), Larry Gelbart, Laurence Marks (scenariusz) | 4 marca 1973         | J321 |
| 22 | Major Fred C. Dobbs           | Major Fred C. Dobbs             | Don Weis          | Sid Dorfman                                                         | 11 marca 1973        | J320 |
| 23 | Ceasefire                     | Zawieszenie broni               | Earl Bellamy      | Larry Gelbart (historia), Laurence Marks (scenariusz)               | 18 marca 1973        | J323 |
| 24 | Showtime                      | Czas na show                    | Jackie Cooper     | Larry Gelbart (historia i scenariusz), Robert Klane (scenariusz)    | 25 marca 1973        | J324 |

## Sezon 2
| #  | Tytuł                               | Tytuł polski                  | Reżyseria     | Scenariusz                                                                                        | Premiera             | Kod  |
| -- | ----------------------------------- | ----------------------------- | ------------- | ------------------------------------------------------------------------------------------------- | -------------------- | ---- |
| 25 | Divided We Stand                    | Razem podzieleni              | Jackie Cooper | Larry Gelbart                                                                                     | 15 września 1973     | K401 |
| 26 | 5 O’Clock Charlie                   | Punktualny Charlie            | Norman Tokar  | Keith Walker (historia) Larry Gelbart, Laurence Marks (scenariusz)                                | 22 września 1973     | K403 |
| 27 | Radar’s Report                      | Raport Radara                 | Jackie Cooper | Sheldon Keller (historia) Laurence Marks (scenariusz)                                             | 29 września 1973     | K402 |
| 28 | For the Good of the Outfit          | Dla dobra sprawy              | Jackie Cooper | Jerry Mayer                                                                                       | 6 października 1973  | K404 |
| 29 | Dr. Pierce and Mr. Hyde             | Dr Pierce i Pan Hyde          | Jacki Cooper  | Alan Alda, Robert Klane                                                                           | 18 października 1973 | K405 |
| 30 | Kim                                 | Kim                           | William Wiard | Marc Mandel, Larry Gelbart, Laurence Marks                                                        | 20 października 1973 | K407 |
| 31 | L.I.P. (Local Indigenous Personnel) | Miejscowy personel pomocniczy | William Wiard | Carl Kleinschmitt                                                                                 | 27 października 1973 | K406 |
| 32 | The Trial of Henry Blake            | Proces Henry’ego Blake’a      | Don Weis      | McLean Stevenson, Larry Gelbart, Laurence Marks                                                   | 13 listopada 1973    | K408 |
| 33 | Dear Dad... Three                   | Drogi tato... po raz trzeci   | Don Weis      | Larry Gelbart, Laurence Marks                                                                     | 10 listopada 1973    | K409 |
| 34 | The Sniper                          | Snajper                       | Jackie Cooper | Richard M. Powell                                                                                 | 17 listopada 1973    | K410 |
| 35 | Carry On, Hawkeye                   | Ciągnij tak dalej, Sokole Oko | Jackie Cooper | Bernard Dilbert, Larry Gelbart, Laurence Marks                                                    | 24 listopada 1973    | K411 |
| 36 | The Incubator                       | Inkubator                     | Jackie Cooper | Larry Gelbart, Laurence Marks                                                                     | 1 grudnia 1973       | K412 |
| 37 | Deal Me Out                         | Rozdawaj karty                | Gene Reynolds | Larry Gelbart, Laurence Marks                                                                     | 8 grudnia 1973       | K413 |
| 38 | Hot Lips and Empty Arms             | Gorące Wargi i puste ramiona  | Jackie Cooper | Linda Bloodworth, Mary Kay Place                                                                  | 15 grudnia 1973      | K414 |
| 39 | Officers Only                       | Tylko dla oficerów            | Jackie Cooper | Ed Jurist                                                                                         | 22 grudnia 1973      | K415 |
| 40 | Henry in Love                       | Zakochany Henry               | Don Weis      | Larry Gelbart, Laurence Marks                                                                     | 5 stycznia 1974      | K416 |
| 41 | For Want of a Boot                  | Popyt na buty                 | Don Weis      | Sheldon Keller                                                                                    | 12 stycznia 1974     | K417 |
| 42 | Operation Noselift                  | Operacja nos                  | Hy Averback   | Paul Richards (historia) Erik Tarloff (historia i scenariusz)                                     | 19 stycznia 1974     | K418 |
| 43 | The Chosen People                   | Wybrańcy                      | Jackie Cooper | Gerry Reinert, Jeff Wilheim (historia) Laurence Marks, Sheldon Keller, Larry Gelbart (scenariusz) | 26 stycznia 1974     | K419 |
| 44 | As You Were                         | Bez zmian                     | Hy Averback   | Gene Reynolds (historia) Larry Gelbart, Laurence Marks (scenariusz)                               | 2 lutego 1974        | K420 |
| 45 | Crisis                              | Kryzys                        | Don Weis      | Larry Gelbart, Laurence Marks                                                                     | 9 lutego 1974        | K421 |
| 46 | George                              | George                        | Gene Reynolds | John Regier, Gary Markowitz                                                                       | 16 lutego 1974       | K422 |
| 47 | Mail Call                           | Listy z domu                  | Alan Alda     | Larry Gelbart, Laurence Marks                                                                     | 23 lutego 1974       | K423 |
| 48 | A Smattering of Intelligence        | Odrobina wywiadu              | Larry Gelbart | Larry Gelbart, Laurence Marks                                                                     | 2 marca 1974         | K424 |

## Sezon 3
| #  | Tytuł                         | Tytuł polski               | Reżyseria         | Scenariusz                                         | Premiera             | Kod  |
| -- | ----------------------------- | -------------------------- | ----------------- | -------------------------------------------------- | -------------------- | ---- |
| 49 | The General Flipped at Dawn   | Zwariowany generał         | Larry Gelbart     | Jim Fritzell, Everett Greenbaum                    | 10 września 1974     | B308 |
| 50 | Rainbow Bridge                | Tęczowy most               | Hy Averback       | Larry Gelbart, Laurence Marks                      | 17 września 1974     | B301 |
| 51 | Officer of the Day            | Oficer dyżurny             | Hy Averback       | Laurence Marks                                     | 24 września 1974     | B307 |
| 52 | Iron Guts Kelly               | Kelly Żelazne Nerwy        | Don Weis          | Larry Gelbart, Sid Dorfman                         | 1 października 1974  | B304 |
| 53 | O.R.                          | Sala operacyjna            | Gene Reynolds     | Larry Gelbart, Laurence Marks                      | 8 października 1974  | B306 |
| 54 | Springtime                    | Wiosna                     | Don Weis          | Linda Bloodworth, Mary Kay Place                   | 15 października 1974 | B303 |
| 55 | Check-Up                      | Badanie kontrolne          | Don Weis          | Laurence Marks                                     | 22 października 1974 | B312 |
| 56 | Life With Father              | Życie z ojcem              | Hy Averback       | Everett Greenbaum, Jim Fritzell                    | 29 października 1974 | B302 |
| 57 | Alcoholics Unanimous          | Nieanonimowi alkoholicy    | Hy Averback       | Everett Greenbaum, Jim Fritzell                    | 12 listopada 1974    | B314 |
| 58 | There is Nothing Like a Nurse | Nie ma to jak pielęgniarka | Hy Averback       | Larry Gelbart                                      | 19 listopada 1974    | B309 |
| 59 | Adam’s Ribs                   | Żeberka Adama              | Gene Reynolds     | Laurence Marks                                     | 26 listopada 1974    | B316 |
| 60 | A Full Rich Day               | Dzień pełen wrażeń         | Gene Reynolds     | John D. Hess                                       | 3 grudnia 1974       | B311 |
| 61 | Mad Dogs and Servicemen       | Wściekłe psy i żołnierze   | Hy Averback       | Linda Bloodworth, Mary Kay Place                   | 10 grudnia 1974      | B317 |
| 62 | Private Charles Lamb          | Szeregowiec Charles Lamb   | Hy Averback       | Sid Dorfman                                        | 31 grudnia 1974      | B310 |
| 63 | Bombed                        | Zbombardowani              | Hy Averback       | Jim Fritzell, Everett Greenbaum                    | 7 stycznia 1975      | B320 |
| 64 | Bulletin Board                | Tablica ogłoszeń           | Alan Alda         | Larry Gelbart, Simon Muntner                       | 14 stycznia 1975     | B323 |
| 65 | The Consultant                | Doradca                    | Gene Reynolds     | Larry Gelbart (historia) Robert Klane (scenariusz) | 21 stycznia 1975     | B318 |
| 66 | House Arrest                  | Areszt domowy              | Hy Averback       | Jim Fritzell, Everett Greenbaum                    | 4 lutego 1975        | B315 |
| 67 | Aid Station                   | Punkt pierwszej pomocy     | William Jurgensen | Larry Gelbart, Simon Muntner                       | 11 lutego 1975       | B322 |
| 68 | Love and Marriage             | Miłość i małżeństwo        | Lee Philips       | Arthur Julian                                      | 18 lutego 1975       | B321 |
| 69 | Big Mac                       | Wielki Mac                 | Don Weis          | Laurence Marks                                     | 25 lutego 1975       | B313 |
| 70 | Payday                        | Dzień wypłaty              | Hy Averback       | John W. Regier, Gary Markowitz                     | 4 marca 1975         | B305 |
| 71 | White Gold                    | Białe złoto                | Hy Averback       | Larry Gelbart, Simon Muntner                       | 11 marca 1975        | B319 |
| 72 | Abyssinia, Henry              | Abisynia, Henry            | Larry Gelbart     | Everett Greenbaum, Jim Fritzell                    | 18 marca 1975        | B324 |

## Sezon 4
| #  | Tytuł                        | Tytuł polski                      | Reżyseria         | Scenariusz                                                         | Premiera             | Kod  |
| -- | ---------------------------- | --------------------------------- | ----------------- | ------------------------------------------------------------------ | -------------------- | ---- |
| 73 | Welcome to Korea - Part 1    | Witamy w Korei cz. 1              | Gene Reynolds     | Everett Greenbaum, Jim Fritzell, Larry Gelbart                     | 12 września 1975     | G504 |
| 74 | Welcome to Korea - Part 2    | Witamy w Korei cz. 2              | Gene Reynolds     | Everett Greenbaum, Jim Fritzell, Larry Gelbart                     | 12 września 1975     | G506 |
| 75 | Change of Command            | Zmiana dowództwa                  | Gene Reynolds     | Jim Fritzell, Everett Greenbaum                                    | 19 września 1975     | G501 |
| 76 | It Happened One Night        | Zdarzyło się pewnej nocy          | Gene Reynolds     | Gene Reynolds (historia) Larry Gelbart, Simon Muntner (scenariusz) | 26 września 1975     | G502 |
| 77 | The Late Captain Pierce      | Zmarły kapitan Pierce             | Alan Alda         | Glen Charles, Les Charles                                          | 3 października 1975  | G507 |
| 78 | Hey, Doc                     | Hej, doktorku                     | William Jurgensen | Rick Mittleman                                                     | 10 października 1975 | G510 |
| 79 | The Bus                      | Autobus                           | Gene Reynolds     | John D. Hess                                                       | 17 października 1975 | G512 |
| 80 | Dear Mildred                 | Droga Mildred                     | Alan Alda         | Everett Greenbaum, Jim Fritzell                                    | 24 października 1975 | G505 |
| 81 | The Kids                     | Dzieciaki                         | Alan Alda         | Jim Fritzell, Everett Greenbaum                                    | 31 października 1975 | G511 |
| 82 | Quo Vadis, Captain Chandler? | Dokąd idziesz, kapitanie Chandler | Larry Gelbart     | Burt Prelutsky                                                     | 7 listopada 1975     | G513 |
| 83 | Dear Peggy                   | Droga Peggy                       | Burt Metcalfe     | Jim Fritzell, Everett Greenbaum                                    | 14 listopada 1975    | G509 |
| 84 | Of Moose and Men             | Łosie i ludzie                    | John Erman        | Jay Folb                                                           | 21 listopada 1975    | G503 |
| 85 | Soldier of the Month         | Żołnierz miesiąca                 | Gene Reynolds     | Linda Bloodworth                                                   | 28 listopada 1975    | G514 |
| 86 | The Gun                      | Rewolwer                          | Burt Metcalfe     | Larry Gelbart, Gene Reynolds                                       | 2 grudnia 1975       | G517 |
| 87 | Mail Call...Again            | Listy z domu raz jeszcze          | George Tyne       | Jim Fritzell, Everett Greenbaum                                    | 9 grudnia 1975       | G518 |
| 88 | The Price of Tomato Juice    | Cena soku pomidorowego            | Gene Reynolds     | Larry Gelbart, Gene Reynolds                                       | 16 grudnia 1975      | G519 |
| 89 | Dear Ma                      | Droga Mamo                        | Alan Alda         | Everett Greenbaum, Jim Fritzell                                    | 23 grudnia 1975      | G515 |
| 90 | Der Tag                      | Zawieszka                         | Gene Reynolds     | Everett Greenbaum, Jim Fritzell                                    | 6 stycznia 1976      | G522 |
| 91 | Hawkeye                      | Sokole Oko                        | Larry Gelbart     | Larry Gelbart, Simon Muntner                                       | 13 stycznia 1976     | G520 |
| 92 | Some 38th Parallels          | Problemy na 38 równoleżniku       | Burt Metcalfe     | John W. Regier, Gary Markowitz                                     | 20 stycznia 1976     | G521 |
| 93 | The Novocaine Mutiny         | Nowokainowa rebelia               | Harry Morgan      | Burt Prelutsky                                                     | 27 stycznia 1976     | G523 |
| 94 | Smilin’ Jack                 | Uśmiechnięty Jack                 | Charles Dubin     | Larry Gelbart, Simon Muntner                                       | 3 lutego 1976        | G508 |
| 95 | The More I See You           | Im więcej Cię widzę               | Gene Reynolds     | Larry Gelbart, Gene Reynolds                                       | 10 lutego 1976       | G524 |
| 96 | Deluge                       | Potop                             | William Jurgensen | Larry Gelbart, Simon Muntner                                       | 17 lutego 1976       | G516 |
| 97 | The Interview                | Wywiad                            | Larry Gelbart     | Larry Gelbart                                                      | 24 lutego 1976       | G525 |

## Sezon 5
| #   | Tytuł                              | Tytuł polski                      | Reżyseria         | Scenariusz                                                               | Premiera             | Kod  |
| --- | ---------------------------------- | --------------------------------- | ----------------- | ------------------------------------------------------------------------ | -------------------- | ---- |
| 98  | Bug Out - Part 1                   | Ewakuacja cz. 1                   | Gene Reynolds     | Everett Greenbaum, Jim Fritzell                                          | 21 września 1976     | U801 |
| 99  | Bug Out - Part 2                   | Ewakuacja cz. 2                   | Gene Reynolds     | Everett Greenbaum, Jim Fritzell                                          | 21 września 1976     | U802 |
| 100 | Margaret’s Engagement              | Zaręczyny Margaret                | Alan Alda         | Gary Markowitz                                                           | 28 września 1976     | U803 |
| 101 | Out of Sight, Out of Mind          | Co z oczu, to z serca             | Gene Reynolds     | Ken Levine, David Isaacs                                                 | 5 października 1976  | U806 |
| 102 | Lt. Radar O’Reilly                 | Porucznik Radar O’Reilly          | Alan Rafkin       | Everett Greenbaum, Jim Fritzell                                          | 12 października 1976 | U805 |
| 103 | The Nurses                         | Pielęgniarki                      | Joan Darling      | Linda Bloodworth                                                         | 19 października 1976 | U809 |
| 104 | The Abduction of Margaret Houlihan | Porwanie Margaret Houlihan        | Gene Reynolds     | Gene Reynolds (historia) Allan Katz, Don Reo (scenariusz)                | 26 października 1976 | U808 |
| 105 | Dear Sigmund                       | Drogi Zygmuncie                   | Alan Alda         | Alan Alda                                                                | 9 listopada 1976     | U810 |
| 106 | Mulcahy’s War                      | Wojna ojca Mulcahy’ego            | George Tyne       | Richard Cogan                                                            | 16 listopada 1976    | U812 |
| 107 | The Korean Surgeon                 | Koreański chirurg                 | Gene Reynolds     | Bill Idelson                                                             | 23 listopada 1976    | U814 |
| 108 | Hawkeye Get Your Gun               | Do broni, Sokole Oko!             | William Jurgensen | Gene Reynolds, Jay Folb (historia) Jay Folb (scenariusz)                 | 30 listopada 1976    | U813 |
| 109 | The Colonel’s Horse                | Koń pułkownika                    | Burt Metcalfe     | Jim Fritzell, Everett Greenbaum                                          | 7 grudnia 1976       | U811 |
| 110 | Exorcism                           | Egzorcyzm                         | Alan Alda         | Gene Reynolds, Jay Folb (historia) Jay Folb (scenariusz)                 | 14 grudnia 1976      | U815 |
| 111 | Hawk’s Nightmare                   | Koszmar Sokolego Oka              | Burt Metcalfe     | Burt Prelutsky                                                           | 21 grudnia 1976      | U804 |
| 112 | The Most Unforgettable Characters  | Najbardziej niezapomniane postaci | Burt Metcalfe     | Ken Levine, David Isaacs                                                 | 4 stycznia 1977      | U818 |
| 113 | 38 Across                          | 38 poziomo                        | Burt Metcalfe     | Jim Fritzell, Everett Greenbaum                                          | 11 stycznia 1977     | U821 |
| 114 | Ping Pong                          | Ping Pong                         | William Jurgensen | Sid Dorfman                                                              | 18 stycznia 1977     | U817 |
| 115 | End Run                            | Ostatnia zagrywka                 | Harry Morgan      | John D. Hess                                                             | 25 stycznia 1977     | U816 |
| 116 | Hanky Panky                        | Figle-migle                       | Gene Reynolds     | Gene Reynolds                                                            | 1 lutego 1977        | U822 |
| 117 | Hepatitis                          | Zapalenie wątroby                 | Alan Alda         | Alan Alda                                                                | 8 lutego 1977        | U823 |
| 118 | The General’s Practitioner         | Lekarz generała                   | Alan Rafkin       | Burt Prelutsky                                                           | 15 lutego 1977       | U807 |
| 119 | Movie Tonight                      | Wieczorny seans filmowy           | Burt Metcalfe     | Gene Reynolds, Don Reo, Allan Katz, Jay Folb                             | 22 lutego 1977       | U824 |
| 120 | Souvenirs                          | Pamiątki                          | Joshua Shelley    | Burt Prelutsky, Reinhold Weege (historia) Burt Prelutsky (scenariusz)    | 1 marca 1977         | U819 |
| 121 | Post Op                            | Oddział pooperacyjny              | Gene Reynolds     | Gene Reynolds, Jay Folb (historia) Ken Levine, David Isaacs (scenariusz) | 8 marca 1977         | U825 |
| 122 | Margaret’s Marriage                | Małżeństwo Margaret               | Gene Reynolds     | Everett Greenbaum, Jim Fritzell                                          | 15 marca 1977        | U820 |

## Sezon 6
| #   | Tytuł                       | Tytuł polski                           | Reżyseria                | Scenariusz                             | Premiera             | Kod  |
| --- | --------------------------- | -------------------------------------- | ------------------------ | -------------------------------------- | -------------------- | ---- |
| 123 | Fade Out, Fade In - Part 1  | Pojawianie się i znikanie cz. 1        | Hy Averback              | Jim Fritzell, Everett Greenbaum        | 20 września 1977     | Y101 |
| 124 | Fade Out, Fade In - Part 2  | Pojawianie się i znikanie cz. 2        | Hy Averback              | Jim Fritzell, Everett Greenbaum        | 20 września 1977     | Y102 |
| 125 | Fallen Idol                 | Upadły idol                            | Alan Alda                | Alan Alda                              | 27 września 1977     | Y104 |
| 126 | Last Laugh                  | Ten się śmieje, kto się śmieje ostatni | Don Weis                 | Everett Greenbaum, Jim Fritzell        | 4 października 1977  | Y103 |
| 127 | War of Nerves               | Wojna nerwów                           | Alan Alda                | Alan Alda                              | 11 października 1977 | Y106 |
| 128 | The Winchester Tapes        | Taśmy Winchestera                      | Burt Metcalfe            | Everett Greenbaum, Jim Fritzell        | 18 października 1977 | Y107 |
| 129 | The Light That Failed       | Awaria światła                         | Charles Dubin            | Burt Prelutsky                         | 25 października 1977 | Y108 |
| 130 | In Love and War             | W miłości i na wojnie                  | Alan Alda                | Alan Alda                              | 1 listopada 1977     | Y112 |
| 131 | Change Day                  | Dzień wymiany                          | Don Weis                 | Laurence Marks                         | 8 listopada 1977     | Y113 |
| 132 | Images                      | Obrazki                                | Burt Metcalfe            | Burt Prelutsky                         | 15 listopada 1977    | Y105 |
| 133 | The M*A*S*H Olympics        | Olimpiada                              | Don Weis                 | Ken Levine, David Isaacs               | 22 listopada 1977    | Y111 |
| 134 | The Grim Reaper             | Ponury Żniwiarz                        | George Tyne              | Burt Prelutsky                         | 29 listopada 1977    | Y110 |
| 135 | Comrades in Arms - Part 1   | Towarzysze broni cz. 1                 | Burt Metcalfe, Alan Alda | Alan Alda                              | 6 grudnia 1977       | Y116 |
| 136 | Comrades in Arms - Part 2   | Towarzysze broni cz. 2                 | Alan Alda, Burt Metcalfe | Alan Alda                              | 13 grudnia 1977      | Y117 |
| 137 | The Merchant of Korea       | Kupiec koreański                       | William Jurgensen        | Ken Levine, David Isaacs               | 20 grudnia 1977      | Y118 |
| 138 | The Smell of Music          | Zapach muzyki                          | Stuart Millar            | Jim Fritzell, Everett Greenbaum        | 3 stycznia 1978      | Y115 |
| 139 | Patent 4077                 | Patent nr 4077                         | Harry Morgan             | Ken Levine, David Isaacs               | 10 stycznia 1978     | Y114 |
| 140 | Tea and Empathy             | Herbata i empatia                      | Don Weis                 | Bill Idelson                           | 17 stycznia 1978     | Y109 |
| 141 | Your Hit Parade             | Parada przebojów                       | George Tyne              | Ronny Graham                           | 24 stycznia 1978     | Y124 |
| 142 | What’s Up, Doc?             | Co słychać, doktorku?                  | George Tyne              | Larry Balmagia                         | 30 stycznia 1978     | Y119 |
| 143 | Mail Call Three             | Listy z domu po raz trzeci             | Charles Dubin            | Everett Greenbaum, Jim Fritzell        | 6 lutego 1978        | Y121 |
| 144 | Temporary Duty              | Służba tymczasowa                      | Burt Metcalfe            | Larry Balmagia                         | 13 lutego 1978       | Y125 |
| 145 | Potter’s Retirement         | Emerytura Pottera                      | William Jurgensen        | Laurence Marks                         | 20 lutego 1978       | Y120 |
| 146 | Dr. Winchester and Mr. Hyde | Dr Winchester i pan Hyde               | Charles Dubin            | Ken Levine, David Isaacs, Ronny Graham | 27 lutego 1978       | Y122 |
| 147 | Major Topper                | Major Topper                           | Charles Dubin            | Allyn Freeman                          | 27 marca 1978        | Y123 |

## Sezon 7
| #   | Tytuł                       | Tytuł polski                        | Reżyseria         | Scenariusz                                                                                 | Premiera             | Kod  |
| --- | --------------------------- | ----------------------------------- | ----------------- | ------------------------------------------------------------------------------------------ | -------------------- | ---- |
| 148 | Commander Pierce            | Dowódca Pierce                      | Burt Metcalfe     | Ronny Graham, Don Segall (historia) Ronny Graham (scenariusz)                              | 18 września 1978     | T404 |
| 149 | Peace on Us                 | Niech pokój będzie z nami           | George Tyne       | Ken Levine, David Isaacs                                                                   | 25 września 1978     | T401 |
| 150 | Lil                         | Lil                                 | Burt Metcalfe     | Sheldon Bull                                                                               | 2 października 1978  | T406 |
| 151 | Our Finest Hou - Part 1     | Nasze najlepsze chwile cz. 1        | Burt Metcalfe     | Ken Levine, David Isaacs, Larry Balmagia, Ronny Graham, David Lawrence                     | 9 października 1978  | T408 |
| 152 | Our Finest Hou - Part 2     | Nasze najlepsze chwile cz. 2        | Burt Metcalfe     | Ken Levine, David Isaacs, Larry Balmagia, Ronny Graham, David Lawrence                     | 9 października 1978  | T409 |
| 153 | The Billfold Syndrome       | Syndrom portfela                    | Alan Alda         | Ken Levine, David Isaacs                                                                   | 16 października 1978 | T405 |
| 154 | None Like it Hot            | Nikt nie lubi upałów                | Tony Mordente     | Ken Levine, David Isaacs, Johnny Bonaduce                                                  | 23 października 1978 | T410 |
| 155 | They Call the Wind Korea    | Koreański wiatr                     | Charles Dubin     | Ken Levine, David Isaacs                                                                   | 30 października 1978 | T407 |
| 156 | Major Ego                   | Ego majora                          | Alan Alda         | Larry Balmagia                                                                             | 6 listopada 1978     | T412 |
| 157 | Baby, It’s Cold Outside     | Ale ziąb!                           | George Tyne       | Gary David Goldberg                                                                        | 13 listopada 1978    | T403 |
| 158 | Point of View               | Punkt widzenia                      | Charles Dubin     | Ken Levine, David Isaacs                                                                   | 20 listopada 1978    | T415 |
| 159 | Dear Comrade                | Drogi Towarzyszu                    | Charles Dubin     | Tom Reeder                                                                                 | 27 listopada 1978    | T413 |
| 160 | Out of Gas                  | Lek potrzebny natychmiast           | Mel Damski        | Tom Reeder                                                                                 | 4 grudnia 1978       | T411 |
| 161 | An Eye for a Tooth          | Oko za ząb                          | Charles Dubin     | Ronny Graham                                                                               | 11 grudnia 1978      | T414 |
| 162 | Dear Sis                    | Droga siostro                       | Alan Alda         | Alan Alda                                                                                  | 18 grudnia 1978      | T417 |
| 163 | B.J. Papa San               | Papa B.J.                           | James Sheldon     | Larry Balmagia                                                                             | 1 stycznia 1979      | T402 |
| 164 | Inga                        | Inga                                | Alan Alda         | Alan Alda                                                                                  | 8 stycznia 1979      | T420 |
| 165 | The Price                   | Kwestia ceny                        | Charles Dubin     | Erik Tarloff                                                                               | 15 stycznia 1979     | T418 |
| 166 | The Young and the Restless  | Żar młodości                        | William Jurgensen | Mitch Markowitz                                                                            | 22 stycznia 1979     | T421 |
| 167 | Hot Lips is Back in Town    | Powrót Gorących Warg                | Charles Dubin     | Bernard Dilbert and Gary Markowitz (historia) Larry Balmagia, Bernard Dilbert (scenariusz) | 29 stycznia 1979     | T419 |
| 168 | C*A*V*E                     | Jaskinia                            | William Jurgensen | Larry Balmagia, Ronny Graham                                                               | 5 lutego 1979        | T423 |
| 169 | Rally Round the Flagg, Boys | Zbierzmy się wokół Flagga, chłopaki | Harry Morgan      | Mitch Markowitz                                                                            | 14 lutego 1979       | T425 |
| 170 | Preventative Medicine       | Medycyna zapobiegawcza              | Tony Mordente     | Tom Reeder                                                                                 | 19 lutego 1979       | T416 |
| 171 | A Night at Rosie’s          | Wieczór w barze u Rosie             | Burt Metcalfe     | Ken Levine, David Isaacs                                                                   | 26 lutego 1979       | T426 |
| 172 | Ain’t Love Grand?           | Ach ta miłość                       | Mike Farrell      | Ken Levine, David Isaacs                                                                   | 5 marca 1979         | T422 |
| 173 | The Party                   | Impreza                             | Burt Metcalfe     | Alan Alda and Burt Metcalfe                                                                | 12 marca 1979        | T424 |

## Sezon 8
| #   | Tytuł                   | Tytuł polski              | Reżyseria         | Scenariusz                                                          | Premiera             | Kod  |
| --- | ----------------------- | ------------------------- | ----------------- | ------------------------------------------------------------------- | -------------------- | ---- |
| 174 | Too Many Cooks          | Gdzie kucharek sześć...   | Charles S. Dubin  | Dennis Koenig                                                       | 17 września 1979     | S601 |
| 175 | Are You Now, Margaret?  | Podejrzenie               | Charles S. Dubin  | Thad Mumford, Dan Wilcox                                            | 24 września 1979     | S602 |
| 176 | Guerilla My Dreams      | Jaka tam partyzantka      | Alan Alda         | Bob Colleary                                                        | 1 października 1979  | S603 |
| 177 | Good-Bye Radar – Part 1 | Żegnaj, Radarze cz. 1     | Charles S. Dubin  | Ken Levine, David Isaacs                                            | 8 października 1979  | S610 |
| 178 | Good-Bye Radar – Part 2 | Żegnaj, Radarze cz. 2     | Charles S. Dubin  | Ken Levine, David Isaacs                                            | 15 października 1979 | S611 |
| 179 | Period of Adjustment    | Okres przystosowawczy     | Charles S. Dubin  | Jim Mulligan, John Rappaport                                        | 22 października 1979 | S604 |
| 180 | Nurse Doctor            | Pielęgniarka lekarzem     | Charles S. Dubin  | Sy Rosen (historia) Sy Rosen, Thad Mumford, Dan Wilcox (scenariusz) | 29 października 1979 | S608 |
| 181 | Private Finance         | Osobiste finanse          | Charles S. Dubin  | Dennis Koenig                                                       | 5 listopada 1979     | S605 |
| 182 | Mr. and Mrs. Who?       | Pan i pani kto?           | Burt Metcalfe     | Ronny Graham                                                        | 12 listopada 1979    | S606 |
| 183 | The Yalu Brick Road     | Wrogie terytorium         | Charles S. Dubin  | Mike Farrell                                                        | 19 listopada 1979    | S607 |
| 184 | Life Time               | Między życiem i śmiercią  | Alan Alda         | Alan Alda, Walter D. Dishell, M.D.                                  | 26 listopada 1979    | S609 |
| 185 | Dear Uncle Abdul        | Drogi wujku Abdulu        | William Jurgensen | John Rappaport, Jim Mulligan                                        | 3 grudnia 1979       | S613 |
| 186 | Captains Outrageous     | Skandaliczni kapitanowie  | Burt Metcalfe     | Thad Mumford, Dan Wilcox                                            | 10 grudnia 1979      | S614 |
| 187 | Stars and Stripes       | Artykuł                   | Harry Morgan      | Dennis Koenig                                                       | 17 grudnia 1979      | S615 |
| 188 | Yessir, That’s Our Baby | Tak sir, to nasze dziecko | Alan Alda         | Jim Mulligan                                                        | 31 grudnia 1979      | S617 |
| 189 | Bottle Fatigue          | Znużenie butelką          | Burt Metcalfe     | Thad Mumford, Dan Wilcox                                            | 7 stycznia 1980      | S618 |
| 190 | Heal Thyself            | Lekarzu, lecz się sam     | Mike Farrell      | Dennis Koenig, Gene Reynolds (historia) Dennis Koenig (scenariusz)  | 14 stycznia 1980     | S616 |
| 191 | Old Soldiers            | Starzy żołnierze          | Charles S. Dubin  | Dennis Koenig                                                       | 21 stycznia 1980     | S620 |
| 192 | Morale Victory          | Zwycięstwo morale         | Charles S. Dubin  | John Rappaport                                                      | 28 stycznia 1980     | S619 |
| 193 | Lend a Hand             | Pomocna dłoń              | Alan Alda         | Alan Alda                                                           | 4 lutego 1980        | S621 |
| 194 | Goodbye, Cruel World    | Żegnaj, okrutny świecie   | Charles S. Dubin  | Thad Mumford, Dan Wilcox                                            | 11 lutego 1980       | S622 |
| 195 | Dreams                  | Sny                       | Alan Alda         | Alan Alda, James Jay Rubinfier (historia) Alan Alda (scenariusz)    | 18 lutego 1980       | S612 |
| 196 | War Co-Respondent       | Korespondentka wojenna    | Mike Farrell      | Mike Farrell                                                        | 3 marca 1980         | S624 |
| 197 | Back Pay                | Zapłata                   | Burt Metcalfe     | Thad Mumford, Dan Wilcox, Dennis Koenig                             | 10 marca 1980        | S625 |
| 198 | April Fools             | Prima aprilis             | Charles S. Dubin  | Dennis Koenig                                                       | 24 marca 1980        | S623 |

## Sezon 9
| #   | Tytuł                   | Tytuł polski                     | Reżyseria          | Scenariusz                                                                                                  | Premiera          | Kod  |
| --- | ----------------------- | -------------------------------- | ------------------ | --- | ----------------- | ---- |
| 199 | The Best of Enemies     | Najlepsi wrogowie                | Charles S. Dubin   | Sheldon Bull                                                                                                | 17 listopada 1980 | Z404 |
| 200 | Letters                 | Listy                            | Charles S. Dubin   | Dennis Koenig                                                                                               | 24 listopada 1980 | Z403 |
| 201 | Cementing Relationships | Cementowanie związków            | Charles S. Dubin   | David Pollock, Elias Davis                                                                                  | 1 grudnia 1980    | Z401 |
| 202 | Father’s Day            | Dzień Ojca                       | Alan Alda          | Karen Hall                                                                                                  | 8 grudnia 1980    | Z405 |
| 203 | Death Takes a Holiday   | Śmierć robi sobie wolne          | Mike Farrell       | Thad Mumford, Dan Wilcox, Burt Metcalfe (historia) Mike Farrell, John Rappaport, Dennis Koenig (scenariusz) | 15 grudnia 1980   | Z408 |
| 204 | A War for All Seasons   | Wojna na każdą porę roku         | Burt Metcalfe      | Dan Wilcox, Thad Mumford                                                                                    | 29 grudnia 1980   | Z409 |
| 205 | Your Retention, Please  | Pozostanie w armii mile widziane | Charles S. Dubin   | Erik Tarloff                                                                                                | 5 stycznia 1981   | Z406 |
| 206 | Tell It to the Marines  | Powiedz to piechocie morskiej    | Harry Morgan       | Hank Bradford                                                                                               | 12 stycznia 1981  | Z410 |
| 207 | Taking the Fifth        | Piąta poprawka                   | Charles S. Dubin   | Elias Davis, David Pollock                                                                                  | 19 stycznia 1981  | Z407 |
| 208 | Operation Friendship    | Operacja Przyjaźń                | Rena Down          | Dennis Koenig                                                                                               | 26 stycznia 1981  | Z412 |
| 209 | No Sweat                | Upalna noc                       | Burt Metcalfe      | John Rappaport                                                                                              | 2 lutego 1981     | Z402 |
| 210 | Depressing News         | Dołujące wiadomości              | Alan Alda          | Dan Wilcox, Thad Mumford                                                                                    | 9 lutego 1981     | Z411 |
| 211 | No Laughing Matter      | Nie ma się z czego śmiać         | Burt Metcalfe      | Elias Davis, David Pollock                                                                                  | 16 lutego 1981    | Z413 |
| 212 | Oh, How We Danced       | Ach, co to były za tańce         | Burt Metcalfe      | John Rappaport                                                                                              | 23 lutego 1981    | Z414 |
| 213 | Bottoms Up              | Do dna                           | Alan Alda          | Dennis Koenig                                                                                               | 2 marca 1981      | Z415 |
| 214 | The Red/White Blues     | Czerwono-biały blues             | Gabrielle Beaumont | Elias Davis, David Pollock                                                                                  | 9 marca 1981      | Z416 |
| 215 | Bless You, Hawkeye      | Na zdrowie, Sokole Oko           | Nell Cox           | Dan Wilcox, Thad Mumford                                                                                    | 16 marca 1981     | Z417 |
| 216 | Blood Brothers          | Bracia krwi                      | Harry Morgan       | David Pollock, Elias Davis                                                                                  | 6 kwietnia 1981   | Z421 |
| 217 | The Foresight Saga      | Saga o przezorności              | Charles S. Dubin   | Dennis Koenig                                                                                               | 13 kwietnia 1981  | Z422 |
| 218 | The Life You Save       | Ratowanie życia                  | Alan Alda          | John Rappaport, Alan Alda                                                                                   | 4 maja 1981       | Z418 |

## Sezon 10
| #   | Tytuł                                        | Tytuł polski                        | Reżyseria          | Scenariusz                 | Premiera             | Kod  |
| --- | -------------------------------------------- | ----------------------------------- | ------------------ | -------------------------- | -------------------- | ---- |
| 219 | That’s Show Biz - Part 1                     | Taki jest show biznes cz. 1         | Charles S. Dubin   | David Pollock, Elias Davis | 26 października 1981 | Z419 |
| 220 | That’s Show Biz - Part 2                     | Taki jest show biznes cz. 2         | Charles S. Dubin   | David Pollock, Elias Davis | 26 października 1981 | Z420 |
| 221 | Identity Crisis                              | Kryzys tożsamości                   | David Ogden Stiers | Dan Wilcox, Thad Mumford   | 2 listopada 1981     | Z423 |
| 222 | Rumor at the Top                             | Plotki z samej góry                 | Charles S. Dubin   | David Pollock, Elias Davis | 9 listopada 1981     | Z424 |
| 223 | Give’Em Hell, Hawkeye                        | Daj im popalić, Sokole Oko          | Charles S. Dubin   | Dennis Koenig              | 16 listopada 1981    | 1G01 |
| 224 | Wheelers and Dealers                         | Kombinatorzy                        | Charles S. Dubin   | Thad Mumford, Dan Wilcox   | 23 listopada 1981    | 1G02 |
| 225 | Communication Breakdown                      | Problem z komunikacją               | Alan Alda          | Karen Hall                 | 30 listopada 1981    | 1G03 |
| 226 | Snap Judgment                                | Szybki osąd                         | Hy Averback        | Paul Perlove               | 7 grudnia 1981       | 1G04 |
| 227 | Snappier Judgment                            | Szybszy osąd                        | Hy Averback        | Paul Perlove               | 14 grudnia 1981      | 1G05 |
| 228 | Twas the Day After Christmas                 | Dzień po Bożym Narodzeniu           | Burt Metcalfe      | Elias Davis, David Pollock | 28 grudnia 1981      | 1G06 |
| 229 | Follies of the Living - Concerns of the Dead | Szaleństwo żywych i troski umarłych | Alan Alda          | Alan Alda                  | 4 stycznia 1982      | 1G07 |
| 230 | The Birthday Girls                           | Urodzinowe dziewczyny               | Charles S. Dubin   | Karen Hall                 | 11 stycznia 1982     | 1G08 |
| 231 | Blood and Guts                               | Krew i trzewia                      | Charles S. Dubin   | Lee H. Grant               | 18 stycznia 1982     | 1G09 |
| 232 | A Holy Mess                                  | Święty bałagan                      | Burt Metcalfe      | David Pollock, Elias Davis | 1 lutego 1982        | 1G10 |
| 233 | The Tooth Shall Set You Free                 | Ząb Cię wyzwoli                     | Charles S. Dubin   | David Pollock, Elias Davis | 8 lutego 1982        | 1G11 |
| 234 | Pressure Points                              | Punkty nacisku                      | Charles S. Dubin   | David Pollock, Elias Davis | 15 lutego 1982       | 1G12 |
| 235 | Where There’s a Will, There’s a War          | Testament                           | Alan Alda          | David Pollock, Elias Davis | 22 lutego 1982       | 1G13 |
| 236 | Promotion Commotion                          | Zamieszanie z awansami              | Charles S. Dubin   | Dennis Koenig              | 1 marca 1982         | 1G14 |
| 237 | Heroes                                       | Bohaterowie                         | Nell Cox           | Thad Mumford, Dan Wilcox   | 15 marca 1982        | 1G15 |
| 238 | Sons and Bowlers                             | Synowie i kręglarze                 | Hy Averback        | Elias Davis, David Pollock | 22 marca 1982        | 1G16 |
| 239 | Picture This                                 | Wspólne zdjęcie                     | Burt Metcalfe      | Karen Hall                 | 5 kwietnia 1982      | 1G17 |
| 240 | That Darn Kid                                | Przeklęty dzieciak                  | David Ogden Stiers | Karen Hall                 | 12 kwietnia 1982     | 1G19 |

## Sezon 11
| #   | Tytuł                         | Tytuł polski               | Reżyseria        | Scenariusz                                                                                                 | Premiera             | Kod  |
| --- | ----------------------------- | -------------------------- | ---------------- | --- | -------------------- | ---- |
| 241 | Hey, Look Me Over             | Hej, przyjrzyj mi się      | Susan Oliver     | Alan Alda, Karen Hall                                                                                      | 25 października 1982 | 1G21 |
| 242 | Trick or Treatment            | Leczenie albo psikus       | Charles S. Dubin | Dennis Koenig                                                                                              | 1 listopada 1982     | 9B01 |
| 243 | Foreign Affairs               | Sprawy zagraniczne         | Charles S. Dubin | David Pollock, Elias Davis                                                                                 | 8 listopada 1982     | 1G22 |
| 244 | The Joker is Wild             | Dzikie żarty               | Burt Metcalfe    | John Rappaport, Dennis Koenig                                                                              | 15 listopada 1982    | 1G24 |
| 245 | Who Knew?                     | Czy ktoś o tym wiedział?   | Harry Morgan     | Elias Davis, David Pollock                                                                                 | 22 listopada 1982    | 1G18 |
| 246 | Bombshells                    | Seksbomby                  | Charles S. Dubin | Dan Wilcox, Thad Mumford                                                                                   | 28 listopada 1982    | 9B02 |
| 247 | Settling Debts                | Spłata długów              | Michael Switzer  | Thad Mumford, Dan Wilcox                                                                                   | 6 grudnia 1982       | 1G23 |
| 248 | The Moon is Not Blue          | Księżyc nie jest niebieski | Charles S. Dubin | Larry Balmagia                                                                                             | 13 grudnia 1982      | 1G20 |
| 249 | Run for the Money             | Ostra rywalizacja          | Nell Cox         | Mike Farrell, Elias Davis, David Pollock (historia) Elias Davis, David Pollock (scenariusz)                | 20 grudnia 1982      | 9B03 |
| 250 | U.N., the Night and the Music | Wieczorek muzyczny z ONZ   | Harry Morgan     | Elias Davis, David Pollock                                                                                 | 3 stycznia 1983      | 9B06 |
| 251 | Strange Bedfellows            | Przypadkowi znajomi        | Mike Farrell     | Karen Hall                                                                                                 | 10 stycznia 1983     | 9B07 |
| 252 | Say No More                   | Nic już nie mów            | Charles S. Dubin | John Rappaport                                                                                             | 24 stycznia 1983     | 9B08 |
| 253 | Friends and Enemies           | Przyjaciele i wrogowie     | Jamie Farr       | Karen Hall                                                                                                 | 7 lutego 1983        | 9B05 |
| 254 | Give and Take                 | Branie i dawanie           | Charles S. Dubin | Dennis Koenig                                                                                              | 14 lutego 1983       | 9B09 |
| 255 | As Time Goes By               | Mija czas                  | Burt Metcalfe    | Dan Wilcox, Thad Mumford                                                                                   | 21 lutego 1983       | 9B10 |
| 256 | Goodbye, Farewell and Amen    | ---                        | Alan Alda        | Alan Alda, Burt Metcalfe, John Rappaport, Dan Wilcox, Thad Mumford, Elias Davis, David Pollock, Karen Hall | 28 lutego 1983       | 9B04 |